# Stronghold Kingdoms
Stronghold Kingdoms est un jeu vidéo de stratégie en temps réel massivement multijoueur, développé et édité par Firefly Studios dont l'action se situe au Moyen Âge. Il est sorti en 2012 après des tests successifs lancés à partir de 2009.

## Accueil
- Jeuxvideo.com : 12/20[1]